# Acinodendron caudigerum
Acinodendron caudigerum là một loài thực vật có hoa trong họ Mua. Loài này được (DC.) Kuntze mô tả khoa học đầu tiên năm 1891.